# Штейнберг Михайло Максимович
Мих́айло Максимович Шт́ейнберг (15 січня 1952, Харків — 1976) — український радянський шахіст, майстер спорту СРСР (1967).

## Біографія
Навчився грати рано, пізніше займався в Харківському Палаці піонерів, де викладав О. Г. Мацкевич. У чемпіонаті країни серед юнаків до 18 років (1966 р.), він розділив 1—2 місця.
Через кілька місяців стався успіх в змаганнях серед дорослих. У півфіналі чемпіонату країни Штейнберг перевиконав норму майстра (стати майстром в 14 років до цього ще нікому не вдавалося). Після цього йому дозволили виступити (наприкінці 1966 року) за СРСР на чемпіонаті Європи серед юніорів в Гронінгені (Нідерланди), де в фіналі він посів перше місце (6 з 7), обігнавши найближчого переслідувача Ендрю Вайтлі на два очки.
Декілько добрих результатів домігся і у 1967 році.
У відбірковому турнірі до юнацького чемпіонату світу розділив 2—3 місця. Став срібним призером чемпіонату ДСТ «Спартак».
У 35-му чемпіонаті СРСР розділив 8—17 місця (15 місце за додатковими показниками) серед 126 учасників. Екс-чемпіон світу Ботвинник назвав М. Штейнберга однією з головних надій радянських шахів.
У міжнародному матчі між Радянським Союзом та Югославією 1968 року Штейнберг зіграв на першій юніорській дошці перед майбутнім чемпіоном світу Анатолієм Карповим.
У 1969 році в складі збірної Української РСР завоював бронзову медаль командного чемпіонату СРСР.
У 1971 році він виграв клубну першість СРСР, граючи в молодіжному клубі «Буревестник».
Вступив до Дніпропетровського університет на механіко-математичний факультет. Через рік перевівся на мехмат Харківського університету.
Після закінчення університету взяв участь лише у трьох турнірах (серед них — чемпіонат Харківської області 1975 року) і в усіх здобув перші місця.
Не доживши до 25 років, Штейнберг помер від раку крові. У Харкові проводяться щорічні шахові турніри пам'яті майстра спорту Михайла Штейнберга.